# Eik van Bad Blumau

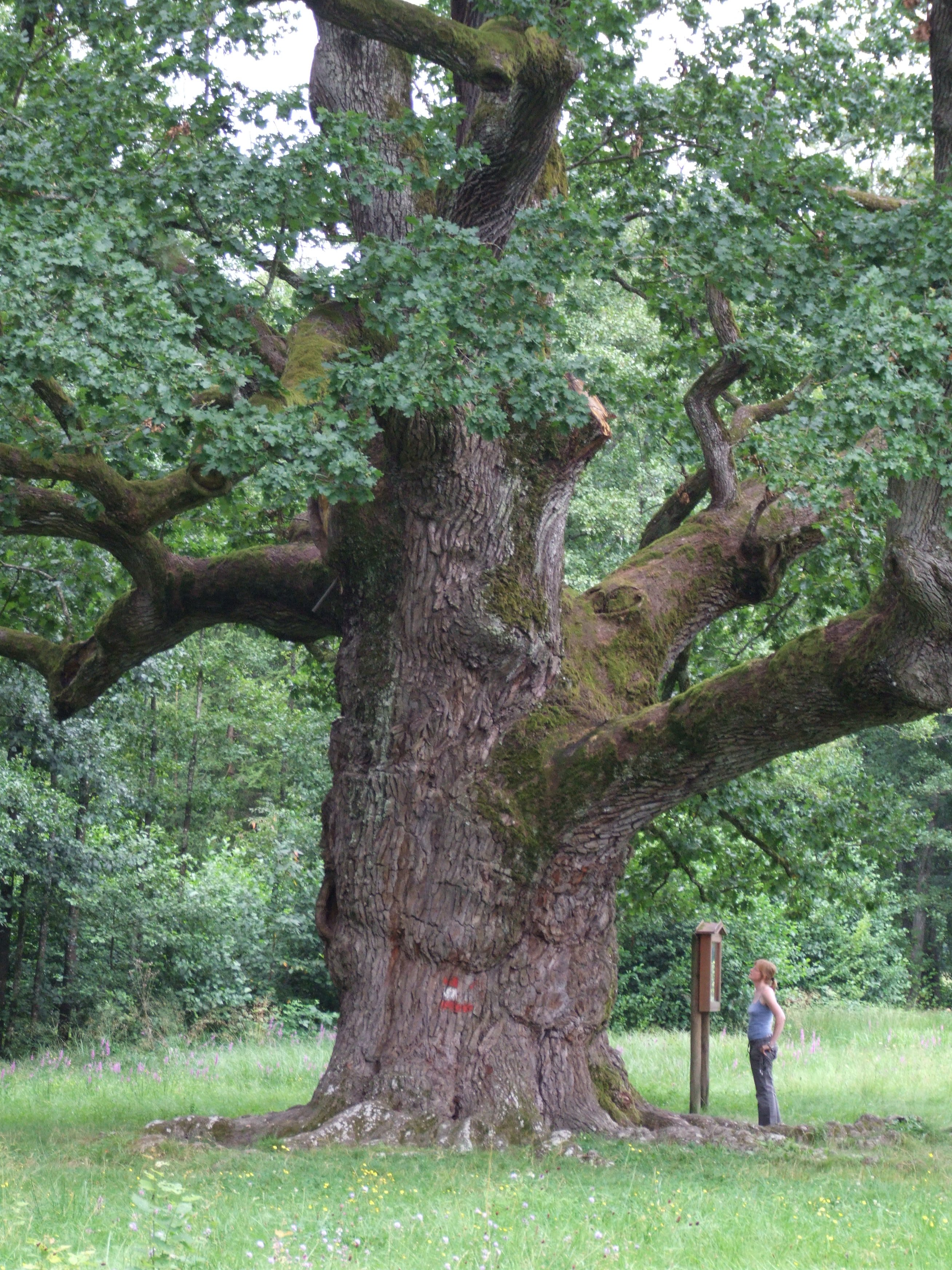
De 1000-jarige eik van Bad Blumau

De eik van Bad Blumau is een oude zomereik in het Oostenrijkse Bad Blumau die 1000 jaar oud zal zijn. Alhoewel zeer indrukwekkend is er geen zekerheid over de leeftijd.
Deze eik wordt soms beschouwd als de oudste eik van Europa, zijn leeftijd wordt echter door dendrologen betwist. Oorspronkelijk zou het hier gaan om een gerechtsboom met een religieuze functie. Na een blikseminslag in de jaren 60 vreesde men het einde van de boom, die slecht werd behandeld met beton. Een Weense dendroloog werd als noodarts opgeroepen om de boom te onderzoeken. De rijke weduwe Heidi Horten stelde een kapitaal beschikbaar om de boom te redden. Na een operatie van ruim duizend werkuren door boomchirurgen werd zijn toestand gestabiliseerd. De boom zou nog honderd jaar gegund zijn.